# Korošče
Korošče so naselje v Občini Cerknica.